# Несмеяновка (Ростовская область)
Несмея́новка — хутор в Мартыновском районе Ростовской области.
Входит в состав Новоселовского сельского поселения.

## Население
| 2010 | 2013 |
| ---- | ---- |
| 356  | ↘348 |

## Улицы
На хуторе имеется одна улица: Несмеяновская.